# Зібрання малоросійських прав 1807
«Зібрання малоросійських прав» 1807, «Зібрання цивільних законів, чинних у Малоросії» — останній з численних проектів кодифікації (упорядкування та узгодження) цивільних законів, які діяли на Лівобережній Україні. Розроблений 6-м відділенням 2-ї експедиції Комісії для складання законів (1804–07). Групу, яка опрацьовувала право лівобережних губерній (Чернігівська губернія та Полтавська губернія) очолював український правознавець Ф.Давидович. У "З.м.п." систематизовано правові норми, що регулювали майнові та сімейно-шлюбні відносини. Джерелами для нього слугували норми звичаєвого права, Литовські статути (1529, 1566, 1588; див. Статути Великого князівства Литовського), "Саксонське зерцало" (збірник германського права 13 ст.), ті чи ін. норми яких застосовувалися на українських землях упродовж 16–18 ст. Поділявся на 3 частини, викладені в 5 книжках:

1) правові норми, що визначали право- та дієздатність особи, порядок взяття шлюбу, майнові та особисті взаємовідносини подружжя, батьків і дітей;

2) право зобов'язань, тобто те, що стосується осудності, виявлення волі, договорів та зобов'язань, які з них випливають;

3) правові норми, що регулювали майнові відносини, відносини власності, способи її набування, спадкові відносини, поземельне право, строк давності тощо. 
"З.м.п." було складено російською мовою. Офіційно затверджено не було.
Пам'ятка зберігається у Російському державному історичному архіві у Санкт-Петербурзі.